# Siyokoy (mitología filipina)

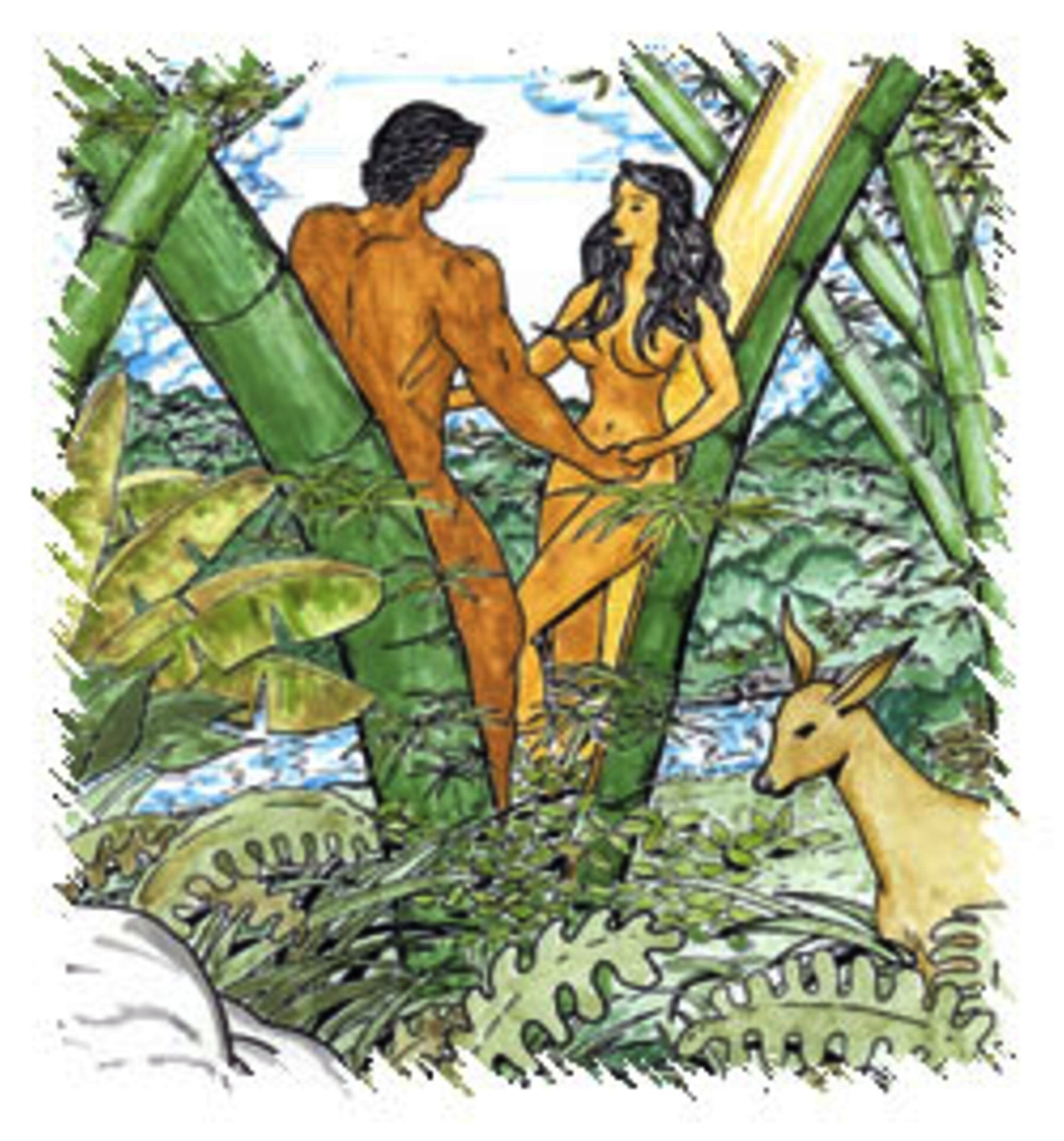
Descripción ilustrada de “Siyokoy”

Los Siyokoy (Syokoy) son unas criaturas en la mitología filipina qué eran miembros del Bantay Tubig (tritones).
Son normalmente ilustrados como humanoides de piel verde con agallas, de cuerpo escamoso, manos y pies palmeados, teniendo aletas en varias partes de sus cuerpos.

## Característica distintiva
Comparado con Sirena, Sireno, y Kataw, quiénes tienen características humanas, Siyokoy es de estructura y forma anomalística. Algunas personas describen al Siyokoy como...
...horrorosas criaturas marinas con cuerpos parecidos a peces y tentáculos verdes largos. Ahogan mortales para comérselos. Tienen aberturas branquiales, son de color marrón o verde, y tienen piel escamosa, igual a la de los peces.

Intimidantes animales acuáticos como anguilas, pulpos, rayas y  calamares normalmente nadan junto con los Siyokoy.